# Charles F. D. Moule
Charles Francis Digby Moule, conosciuto anche come Charlie Moule o C.F.D. Moule (Hangzhou, 3 dicembre 1908 – Leigh, 30 settembre 2007), è stato un presbitero, teologo e biblista britannico.

## Biografia
Charles Moule apparteneva ad una famiglia di preti anglicani missionari in Cina: il nonno George Evans Moule era stato vescovo della Cina centrale, mentre il padre Henry William Moule era missionario ad Hengzhou. Un fratello del nonno, Handley Moule, era stato vescovo di Durham. Per i primi anni, Charles studiò in Cina con i genitori; nel 1920 la famiglia tornò in Inghilterra e Charles fu mandato a studiare al Weymouth College. Finita la scuola, proseguì gli studi a Cambridge all'Emmanuel College, dove conseguì il bachelor in studi classici. Studiò poi teologia al Ridley Hall e nel 1934 fu ordinato prete anglicano e mandato a Rugby come curato. Nel 1936 tornò a Cambridge, dove fu nominato curato della Church of St Mary the Great (la chiesa dell'Università di Cambridge) e vice preside del Ridley Hall. Nel 1944 entrò a fare parte del corpo insegnante del Clare College, dove rimase fino al 1951 esercitando l'incarico di decano. Nello stesso periodo insegnò all'Università di Cambridge, prima come assistente lettore (dal 1944 al 1947) e poi come lettore. Nel 1951 fu nominato professore di divinity all'Università di Cambridge, incarico che ricoprì per 25 anni. Nel 1976 si trasferì al Ridley Hall, dove insegnò fino al 1980. Ritiratosi dall'insegnamento, si trasferì a Pevensey, continuando a tenere sermoni e incontri fino all'inizio degli anni novanta. Nel 2003, non essendosi mai sposato, si trasferì in una casa di riposo nel Dorset per stare vicino alla sua famiglia, morendo a Leigh. Studioso del Nuovo Testamento, Moule ha pubblicato diversi volumi.

## Opere principali
- An idiom book of New Testament Greek, Cambridge University press, 1953
- The Epistles of Paul the Apostle to the Colossians and to Philemon, Cambridge University Press, 1958
- Man and the Nature in the New Testament: Some reflections on Biblical ecology, Fortess Press, 1967
- The Gospel according to Mark, Cambridge University Press, 1968
- The origin of Christology, Cambridge University Press, 1977
- The Holy Spirit, Eerdmans, 1979
- Birth of the New Testament, HarperCollins, 1981